# Paramysis kosswigi
Paramysis kosswigi är en kräftdjursart som beskrevs av Mihai Bacescu 1948. Paramysis kosswigi ingår i släktet Paramysis och familjen Mysidae. Inga underarter finns listade i Catalogue of Life.